# Hanım Kuzu
Hanım Kuzu, eigentlich Emine Kuzu, (* 1911/1912 im Stadtviertel Yenipınar in Adıyaman; hingerichtet vermutlich 1944 in Malatya) war eine türkische Mörderin. Sie war eines der bekanntesten weiblichen Opfer der Todesstrafe in der Türkei. 
Ihr eigentlicher Vorname lautete Emine. Sie vergiftete ihren Ehemann, den Wärter İhsan Kuzu, um einen jüngeren Mann heiraten zu können. Sie wurde von der 1. Großen Strafkammer in Malatya zum Tode verurteilt. Das Urteil wurde nach Bestätigung durch die Revisionsinstanz vom 19. September 1942 durch das Parlament bestätigt und am 27. März 1944 in der Resmî Gazete veröffentlicht. Berühmt wurde Hanım Kuzu durch den Roman Kemal Tahirs Karılar Koğuşu, in dem ihre Geschichte erzählt wird. Der Roman wurde 1989 verfilmt. Perihan Savaş spielte darin die Rolle  Hanım Kuzus.